# 머게루슈강
머게루슈강(루마니아어: Râul Măgheruș) 또는 알루니슈강(루마니아어: Râul Măgheruș)은 루마니아 중부 하르기타주와 구르기우 산맥을 지나 흐르는 작은 강으로, 무레슈강의 왼쪽 지류이다. 강물의 흐름은 토플리차를 통과하다가 토플리차 내 머게루슈 마을에서 무레슈강에 합류한다. 길이는 12km이고, 너비는 29km2이다. 강의 이름은 개암이라는 뜻의 헝가리어 모조로(mogyoró)에서 유래되었다.